# Anna Allen
Anna Allen (Girona, 28 juni 1982) is een Spaans theater- en filmactrice.